# Noord-Thürings voetbalkampioenschap 1916/17
In 1916/17 werd het zevende voetbalkampioenschap van Noord-Thüringen gespeeld, dat georganiseerd werd door de Midden-Duitse voetbalbond. 
SC Erfurt werd kampioen, maar plaatste zich niet rechtstreeks voor de Midden-Duitse eindronde. Vanaf dit seizoen speelden de kampioenen van de verschillende Thüringse competities eerst onderling tegen elkaar voor het ticket naar de Midden-Duitse eindronde. Erfurt versloeg Preußen Weißenfels en 1. SV Jena en mocht dan wel rechtstreeks naar de halve finale van de eindronde, waar ze verloren van Dresdner Fußballring. 

## 1. Klasse
| Plaats | Club               | Wed. | W | G | V | Saldo | Ptn.  |
| ------ | ------------------ | ---- | - | - | - | ----- | ----- |
| 1.     | Erfurter SC 1895   | 8    | 7 | 0 | 1 | 42:15 | 14:02 |
| 2.     | FC Borussia Erfurt | 8    | 7 | 0 | 1 | 28:12 | 14:02 |
| 3.     | SpVgg 02 Erfurt    | 8    | 2 | 1 | 5 | 12:22 | 05:11 |
| 4.     | FC Saxonia Erfurt  | 8    | 2 | 0 | 6 | 08:41 | 04:12 |
| 5.     | VfB Erfurt         | 8    | 1 | 1 | 6 | 11:11 | 03:13 |

|  | Play-off titel |

Play-off
|               |                  |       |                    |        |
| 15 april 1917 | Erfurter SC 1895 | 3 – 2 | FC Borussia Erfurt | Erfurt |
| 15 april 1917 |                  |       |                    | Erfurt |